# Gigetta si vendica di Robinet
Gigetta si vendica di Robinet è un cortometraggio muto del 1910 diretto e interpretato da Marcel Fabre in arte Robinet, in coppia con Gigetta Morano in arte Gigetta.